# Giovanni Biamonti
Pour les articles homonymes, voir Biamonti.
Giovanni Biamonti (Caprarola, 12 octobre 1889 - Rome, 4 juillet 1970) est un musicologue italien.

## Biographie
Diplômé en droit, Giovanni Biamonti a été secrétaire administratif de l'Académie nationale Sainte-Cécile de 1924 à 1963. Lors de la séance de l'Assemblée générale des Académiciens du 1er mars 1964, Biamonti a été élu académicien (par 43 voix pour, 8 bulletins nuls et 3 bulletins blancs, sur un total de 54 électeurs). Il a fait partie du Conseil académique (aux côtés de Goffredo Petrassi et Mario Zafred, pour ne citer que quelques-uns des membres).
Ami et collègue du musicologue suisse Willy Hess, Biamonti est surtout connu pour ses études sur Beethoven. La troisième et avant-dernière édition du catalogue Hess - publié seulement en italien (et non en allemand) dans l'Annuaire 1951-1952 de l'Académie nationale de Sainte-Cécile, aux pages 301-367 (ainsi qu'une édition séparée faite la même année, sous la forme d'un résumé de l'annuaire) - a été traduit par Biamonti (Le opere di Beethoven e la loro edizione completa, Rome, Tipografia Romano Mezzetti, 1953). En 1968, Biamonti publie son catalogue Beethoven: le catalogue de Biamonti, qui peut être considéré comme une extension, et un complément, du catalogue Hess. Comme Willy Hess, Biamonti, en ce qui concerne les œuvres de Beethoven, part d'un concept du mot « œuvre » plus étendu et plus souple. Sont compris dans cette définition tous les fragments, les ébauches, les œuvres inachevées ou abandonnées, c'est-à-dire intégralement toutes les nouvelles pièces musicales écrites par Beethoven dont nous pouvons avoir connaissance. Comme le catalogue Hess, le catalogue Biamonti est aussi un catalogue plus ou moins complémentaire du catalogue Kinsky / Halm, mais qui comprend 849 entrées. Le catalogue Biamonti des œuvres de Beethoven figure aujourd'hui parmi les catalogues fondamentaux de Beethoven.
Biamonti est décédé le 4 juillet 1970. 

## Publications
- Boris Godunof: breve commento al dramma musicale di M. P. Mussorgski, Roma, F.lli De Santis, 1923
- I quartetti di Beethoven, Roma, G. Glingler, 1924
- La nona sinfonia di Ludwig Van Beethoven, Roma, G. Glingler, 1925
- Saggio beethoveniano, Roma, De Santis, 1929
- Il matrimonio segreto di Domenico Cimarosa, Roma, tipografia Formiggini, 1930
- Beethoven: rilievi di vita e d'arte, Roma, 1947
- Schema di un catalogo generale cronologico delle musiche di Beethoven: 1781-1827, Roma, G. Biamonti, 1954
- Catalogo cronologico e tematico delle opere di Beethoven: comprese quelle inedite e gli abbozzi non utilizzati, Torino, ILTE, 1968